# Marisela de Fuentes
Marisela de Fuentes (El Vigia, 1973. március 2. –) venezuelai nemzetközi labdarúgó-játékvezető. Teljes neve Marisela Contreras de Fuentes.

## Pályafutása

### Nemzeti játékvezetés
A játékvezetői vizsgát 1995-ben 22 évesen tette le. Nemzeti labdarúgó-szövetségének megfelelő játékvezető bizottságai minősítése alapján jutott magasabb osztályokba. A küldési gyakorlat szerint rendszeres 4. bírói szolgálatot is végzett. 1996-tól már a 17 és 20 év alatti nemzeti labdarúgó bajnokságokban, valamint a First Divisionban tevékenykedett.

### Nemzetközi játékvezetés
A Venezuelai labdarúgó-szövetség Játékvezető Bizottsága (JB) terjesztette fel nemzetközi játékvezetőnek, a Nemzetközi Labdarúgó-szövetség (FIFA) 1998-tól tartotta nyilván bírói keretében. A FIFA JB központi nyelvei közül a spanyolt beszéli. Több nemzetek közötti válogatott és klubmérkőzést vezetett, vagy működő társának 4. bíróként segített. A nemzetközi játékvezetéstől 2004-ben támogatottság hiányában búcsúzott.

#### Női labdarúgó-világbajnokság

##### U20-as női labdarúgó-világbajnokság
Kanada rendezte az első, a 2002-es U19-es női labdarúgó-világbajnokságot, ahol a FIFA JB 4. (tartalék) bíróként alkalmazta. A FIFA JB meghívta a Thaiföldön rendezett 2., 2004-es U19-es női labdarúgó-világbajnokságra, de várandós  állapota miatt lemondta a részvételt.
---
A világbajnoki döntőkhöz vezető úton az Egyesült Államokba a 3.,
az 1999-es női labdarúgó-világbajnokságon a FIFA JB játékvezetőként foglalkoztatta. Világbajnokságon vezetett mérkőzéseinek száma: 1.

##### 1999-es női labdarúgó-világbajnokság

###### Világbajnoki mérkőzés
| Időpont          | Helyszín                       | Mérkőzés típusa              | Mérkőzés       | Eredmény | Nézők száma |
| ---------------- | ------------------------------ | ---------------------------- | -------------- | -------- | ----------- |
| 1999. június 26. | Soldier Field Stadion, Chicago | csoportmérkőzés (C. csoport) | Norvégia–Japán | 4 – 0    | 34 256      |

#### Dél-amerikai női labdarúgó-bajnokság
| Időpont           | Helyszín                        | Mérkőzés típusa       | Mérkőzés           | Eredmény |
| ----------------- | ------------------------------- | --------------------- | ------------------ | -------- |
| 2003. április 11. | Monumental de Ate Stadion, Lima | döntő csoportmérkőzés | Bolívia–Chile      | 7 – 1    |
| 2003. április 25. | Monumental de Ate Stadion, Lima | döntő csoportmérkőzés | Kolumbia–Argentína | 2 – 3    |
| 2003. április 27. | Monumental de Ate Stadion, Lima | döntő csoportmérkőzés | Brazília–Kolumbia  | 12 – 0   |